# Свидовець (водоспад)
Водоспа́д Свидове́ць (Драгобра́тський водоспа́д) — каскадний водоспад в Українських Карпатах (масив Свидовець), гідрологічна пам'ятка природи місцевого значення. Розташований у Рахівському районі Закарпатської області, на захід від смт Ясіня. 
Загальна висота водоспаду бл. 7 м. Розташований на захід від турбази і долини Драгобрат, у верхів'ях річки Кісва (басейн Тиси), неподалік від озера Герашаська. 

## Природоохоронний об'єкт
Площа природоохоронної території 0,37 га. Статус присвоєно згідно з рішенням облвиконкому від 18.11.1969  року № 414, рішенням облвиконкому від 23.10.1984 року № 253. Перебуває у віданні Карпатського біосферного заповідника. 

У 1997 році пам'ятка природи «Водоспад Свидовець» увійшла до складу Карпатського біосферного заповідника (з вилученням, акт прийняття-передання від 27.12.2006 року). 